# Cantone di Fontaine-Vercors
Il Cantone di Fontaine-Vercors è una divisione amministrativa dell'arrondissement di Grenoble.
È stato costituito a seguito della riforma approvata con decreto del 18 febbraio 2014, che ha avuto attuazione dopo le elezioni dipartimentali del 2015.
Dal 1º gennaio 2016 il numero complessivo dei comuni si è ridotto di un'unità per effetto della fusione dei comuni di Autrans e Méaudre a formare il nuovo comune di Autrans-Méaudre-en-Vercors

## Composizione
Comprende una frazione di Fontaine e i 9 comuni di:
- Autrans-Méaudre-en-Vercors
- Corrençon-en-Vercors
- Engins
- Lans-en-Vercors
- Noyarey
- Saint-Nizier-du-Moucherotte
- Sassenage
- Veurey-Voroize
- Villard-de-Lans